# ブライス・メンデス
ブライス・メンデス・ポルテーラ（Brais Méndez Portela ,  1997年1月7日 - ）は、スペイン・ガリシア州ポンテベドラ県モス出身のプロサッカー選手。プリメーラ・ディビシオンのレアル・ソシエダに所属している。ポジションはMF。

## クラブ経歴
2010年にビジャレアルCFのカンテラに入団し、2012年に地元のセルタ・デ・ビーゴのカンテラに入団。2014年にセグンダ・ディビシオンB所属のBチームに登録され、9月7日のレアル・ムルシア戦でプロデビュー。2016年9月4日のCDパレンシア戦でプロ初ゴールを記録。2017年8月21日には、セルタと2021年までの契約に合意した。
2017年9月21日のヘタフェCF戦で、ラ・リーガデビュー。翌2018年3月31日のアスレティック・ビルバオ戦で、リーガ初ゴールを決めた。
2022年7月6日、レアル・ソシエダと2028年までの契約を結んだ。9月8日、UEFAヨーロッパリーグのマンチェスター・ユナイテッドFC戦では決勝ゴールをきめてチーム内得点王になった。

## 代表経歴
2014年から、各ユース世代のスペイン代表に選出されている。2018年11月8日に発表されたスペイン代表に選ばれ、ボスニア・ヘルツェゴビナ戦でA代表デビュー、代表初得点も記録した。
2021年に開催されたUEFAEURO2020では、チームのキャプテンのセルヒオ・ブスケツが新型コロナ陽性となったことによってチームが隔離措置をとることとなったことを受け、予備トレーニングメンバーとしてケパ・アリサバラガ、ラウール・アルビオル、カルロス・ソレール、パブロ・フォルナルス、ロドリゴと共に招集された。

## 個人成績
| クラブ成績 | クラブ成績 | クラブ成績 | クラブ成績 | リーグ | リーグ | カップ | カップ | UEFA | UEFA | 通算 | 通算 |
| シーズン   | クラブ     | 番号       | リーグ     | 出場   | 得点   | 出場   | 得点   | 出場 | 得点 | 出場 | 得点 |
| スペイン   | スペイン   | スペイン   | スペイン   | リーガ | リーガ | コパ   | コパ   | UEFA | UEFA | 通算 | 通算 |
| ---------- | ---------- | ---------- | ---------- | ------ | ------ | ------ | ------ | ---- | ---- | ---- | ---- |
| 2017-18    | セルタ     | 26         | プリメーラ | 20     | 1      | 4      | 0      | 0    | 0    | 24   | 1    |
| 2018-19    | セルタ     | 23         | プリメーラ | 31     | 6      | 1      | 0      | 0    | 0    | 32   | 6    |
| 2019-20    | セルタ     | 23         | プリメーラ | 31     | 0      | 3      | 1      | 0    | 0    | 35   | 1    |
| 2020-21    | セルタ     | 23         | プリメーラ | 34     | 9      | 2      | 0      | 0    | 0    | 36   | 9    |
| 通算       | 通算       | 通算       | 通算       | 116    | 16     | 10     | 1      | 0    | 0    | 126  | 17   |